# Купе (вагон)

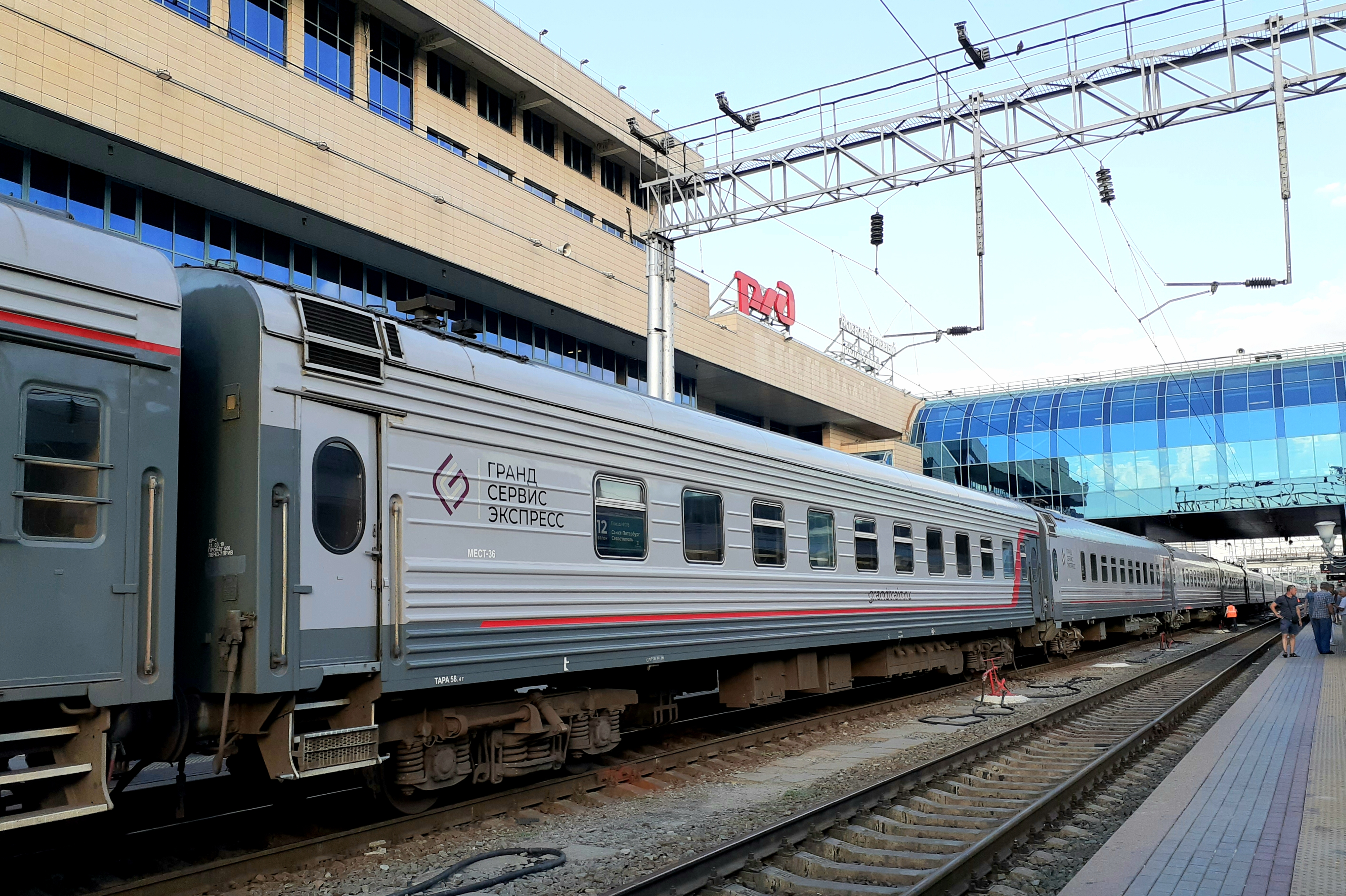
Купейный вагон на станции Ростов-Главный

Купе́ (вагон второго класса) — один из типов пассажирских вагонов. На железных дорогах стран СНГ и Прибалтики стандартная конфигурация – 9 купе по 4 места в каждом вагоне (2 верхних, 2 нижних). В других странах встречаются разные варианты компоновки от 3 до 6 мест в каждом купе. В зависимости от типа поезда купе могут иметь как спальные, так и сидячие места. Современные купейные вагоны, курсирующие по железным дорогам России, изготавливаются на Тверском вагоностроительном заводе.

## Вагоны со спальными местами

Купе в двухэтажном вагоне

Салон разделён на купе, отделённые от общего коридора перегородкой с дверьми. Каждый вагон оборудован двумя туалетами, в коридоре напротив купе проводника установлен водонагреватель непрерывного действия (может отсутствовать, в этих случаях устанавливается кулер и электрочайник). Каждая полка имеет индивидуальный светильник.
В последние годы купейные вагоны оснащаются климат-контролем, биотуалетами, системами обеззараживания воды и воздуха. Доступ в купе может осуществляться при помощи магнитной ключ-карты. Конструкция нижних полок позволяет быстро превратить диван в заправленную кровать. Каждое место оборудовано розеткой: нижнее — 220 В, верхнее – USB-разъёмами.
- Стандартная компоновка одноэтажного купейного вагона РЖД – 9 купе по четыре места. Общая вместимость – 36 человек[1];
- Стандартная компоновка одноэтажного купейного вагона габарита RIC – 8 купе по четыре места. Общая вместимость – 32 человека[2];
- Стандартная компоновка двухэтажного купейного вагона РЖД – 16 купе по четыре места. Общая вместимость – 64 человека[3].

Купе в скором фирменном поезде «Томич» сообщением Томск - Москва
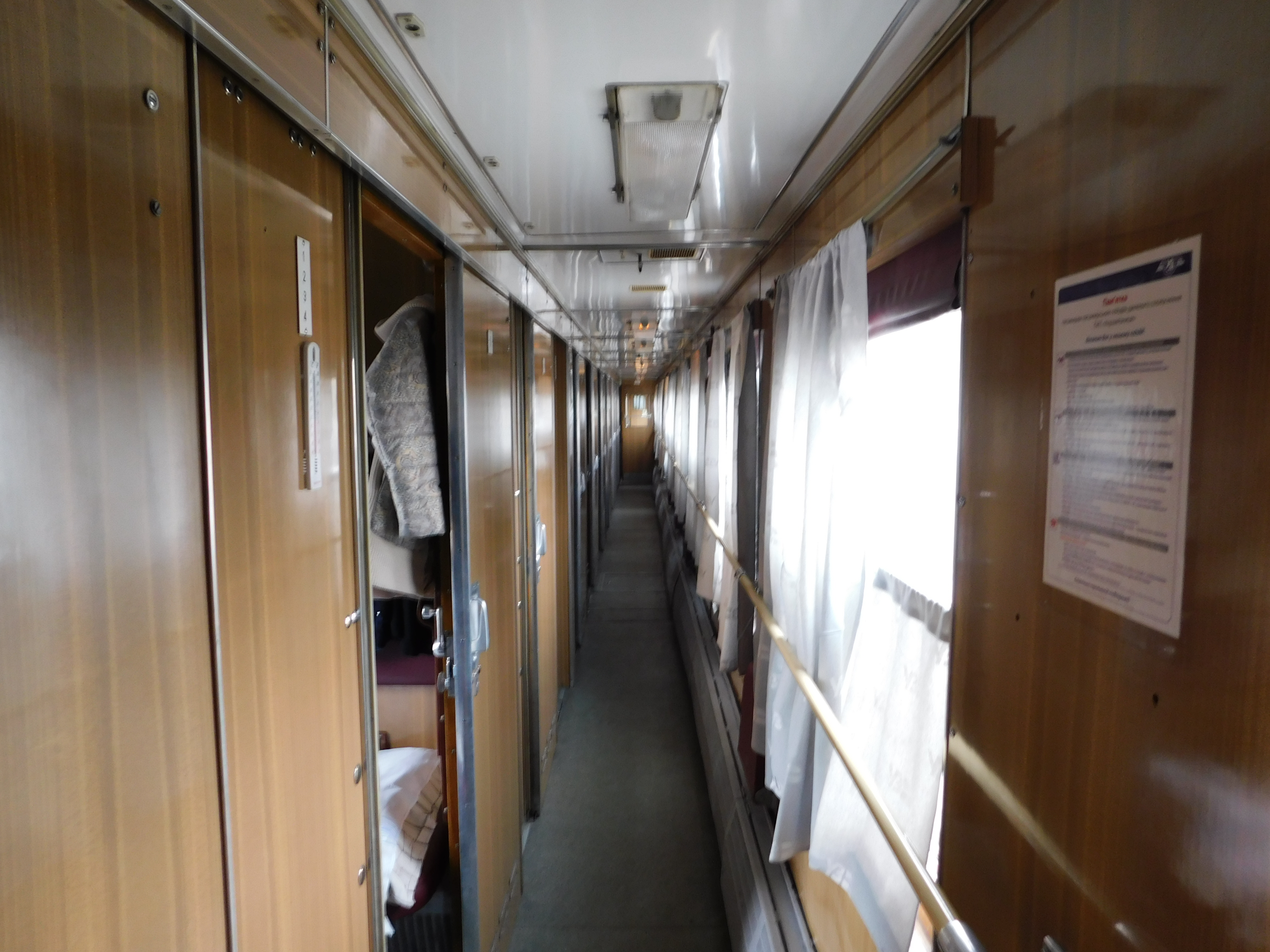
Коридор купейного вагона
Ключ-карта для открытия замка в купе
Туалет двухэтажного купейного вагона

## Вагоны с местами для сидения

Шестиместное купе с местами для сидения в вагоне поезда 747/748 «Невский экспресс» сообщением Москва – Санкт-Петербург

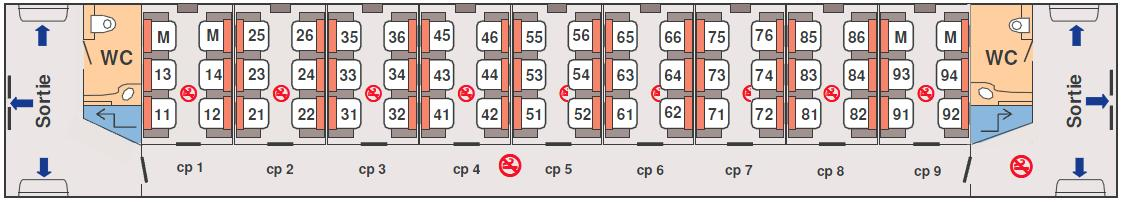
Схема купейного вагона с местами для сидения железных дорог Франции (SNCF)

На железных дорогах европейских стран широко распространены купейные вагоны с местами для сидения. В России такая компоновка применяется редко. Подобное расположение мест встречалось в поезде «Буревестник», который курсировал между Нижним Новгородом и Москвой. В настоящий момент аналогичную схему размещения мест имеют вагоны поезда № 747/748 «Невский экспресс», работающего на маршруте Москва – Санкт-Петербург.
Как правило, такой вагон разделён на восемь купе, в каждом из которых размещается по шесть кресел, установленных друг напротив друга. Над местами размещены розетки (две в каждом купе) и телевизоры. Купе отделено от прохода прозрачной стеной с дверью.
Компоновка – 8 купе по шесть мест. Вместимость 48 человек.

## Аварийные выходы
Аварийные выходы в большинстве случаев находятся в 3-м и 6-м купе вагона, и представляют собой окна, не предназначенные для свободного открытия, целью которого может служить проветривание купейного помещения. Подобная схема размещения аварийных окон распространяется на все типы вагонов РЖД. Однако следует учесть, что в вагонах, оборудованных системой кондиционирования, изначально могут быть установлены окна, не предназначенные для открытия.

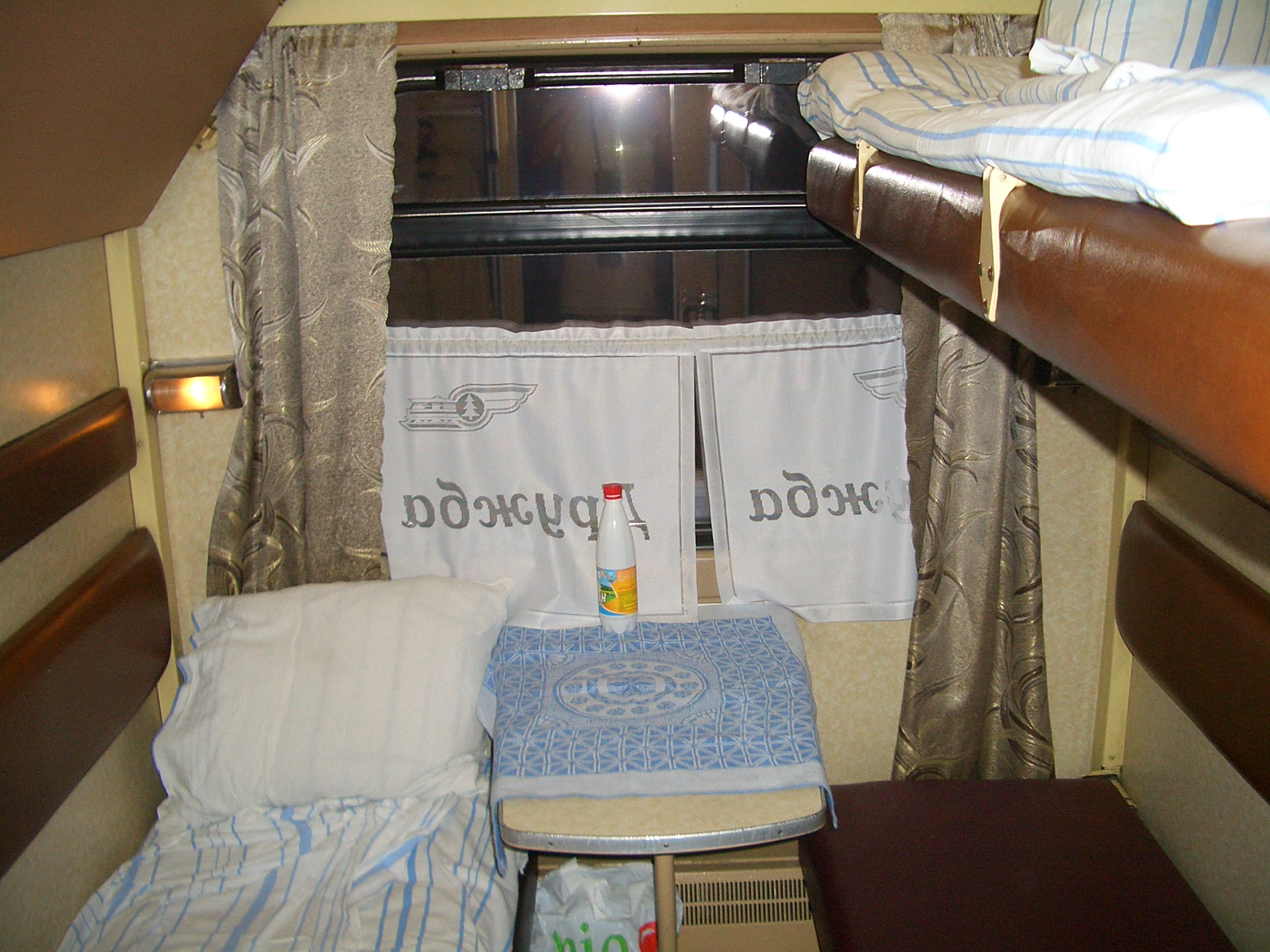
Купе в поезде «Дружба» сообщением Омск – Караганда, 2007 г.